# Генерал
Генерал је општи назив за официре највишег ранга. Реч је латинског порекла и значи „главни“. Зависно од чина генерал може командовати највишим здружено-тактичким јединицама, здруженим оперативно-тактичким саставима или стратегијско-оперативним групацијама. Генерал може руководити вишим и високим установама, видовима, родовима, службама оружаних снага. У већини армија генерал је степенован у 3—4 чина. Установљен је као чин први пут у Француској почетком XVII века. Касније је уведен и у већини других армија. У српској војсци установљен 1870. у Кнежевини Србији као један степен. Током Краљевине Србије 1901. уведен као двостепени ранг - генерал и војвода. Највеће промене овај чин је доживео у војсци Краљевини СХС (Краљевине Југославије) када је 1923. по француском систему степеновања овај чин подељен на четири ранга: бригадни генерал, дивизијски генерал, армијски генерал и војвода. Војвода је остао највиши генералски чин додељиван само за заслуге у рату. Ови чинови су били у употреби све до 1945. године у Југословенској војсци у отаџбини која је била део некадашње Југословенске војске.
Током Народноослободилачког рата у НОВ и ПОЈ 1. маја 1943. године су уведени официрски чинови, а 1945. године међународно признати по новом систему рангирања као највиши официрски чинови — генерал-мајор, генерал-лајтнант и генерал-пуковник. Године 1952. у Југословенској армији уведен је чин генерал армије, а чин генерал-лајтнанта је преименован је називом генерал-потпуковника. Године 1955. уведен је као пети генералски чин, али је укинут 1974. године. Војска Југославије и Војска Србије и Црне Горе задржале су ове генералске чинове, осим чина генерала који је избачен из употребе.
Данас у Војсци Србије у употреби су следећи генералски чинови: а) бригадни генерал (једна розета), б) генерал-мајор (две розете), в) генерал-потпуковник (три розете), и г) генерал (четири розете). У неким армијама су постојали или и данас постоје официрски чинови ранга и већег од генералског, као што су — војвода, вицемаршал, маршал, фелдмаршал, генералфелдмаршал, генералисимус и други. Генералу у Војсци Србије одговара чин адмирала у речној флотили. Еквивалент у земљама франкофонског подручја је одговарајући чин армијског генерала.

## Изглед еполете
Изглед еполете генерала Војске Србије задржан је из периода ЈНА, ВЈ и ВСЦГ. У том периоду означавао је генералски чин генерала армије. Еполета је оивичена украсном испреплетаном златном опшивком, док се у еполети налазе два златна свежња пшеничног класја на којима се налазе два златна укрштена војна мача који означавају КоВ и златни орао раширених крила који означава РВиПВО изнад њих су четири златне розете. 
У ранијем периоду постојања ЈНА до 1992. године уместо четири розете биле су четири златне петокраке звезде које су симболизовале социјализам као и у већини армија социјалистичких држава. Након 1992. године у Војсци Југославије/Војсци Србије и Црне Горе задржан је постојећи изглед са четири златне петокраке звезде зато што је СР Југославија/Србија и Црна Гора била држава-континуитета СФР Југославије. Формирањем Војске Србије од 2006. године четири златне розете замењују постојеће четири златне петокраке звезде.

## Успоредни генералски чинови
У различитим војскама постоје различити ступњеви генералских чинова (3 до 5, зависно од војске). Према NATO-вој класификацији (STANAG 2116), генералски чинови носе ознаке од ОФ-6 до ОФ-10.
Приказ генералских чинова у неким војскама, укључујући и неке историјске:
| Земља                  | ОФ-10                                                          | ОФ-9                                              | ОФ-8                                  | ОФ-7                          | ОФ-6                                |
| ---------------------- | -------------------------------------------------------------- | ------------------------------------------------- | ------------------------------------- | ----------------------------- | ----------------------------------- |
| Албанија               |                                                                | Gjeneral                                          | Gjenerallejtnant                      | Gjeneralmajor                 | Gjeneralbrigad                      |
| Аргентина              |                                                                | Teniente General                                  | General de División                   | General de Brigada            | Coronel Mayor                       |
| Аустрија               |                                                                | General                                           | Generalleutnant                       | Generalmajor                  | Brigadier                           |
| Белорусија             |                                                                |                                                   | General-polkovnik                     | General-leytenant             | General-mayor                       |
| Белгија                |                                                                | Général Generaal                                  | Lieutenant-général Luitenant-generaal | Général-major Generaal-majoor | Général de Brigade Brigadegeneraal  |
| Бразил                 | Marechal                                                       | General-de-Exército                               | General-de-Divisao                    | General-de-Brigada            |                                     |
| Бугарска               |                                                                | генерал                                           | генерал-лейтенант                     | генерал-майор                 | бригаден генерал                    |
| Чешка                  |                                                                | armádní generál                                   | generálporučík                        | generálmajor                  | brigádní generál                    |
| Данска                 |                                                                | General                                           | Generalløjtnant                       | Generalmajor                  | Brigadegeneral                      |
| Естонија               |                                                                | Kindral                                           | Kindralleitnant                       | Kindralmajor                  | Brigaadikindral                     |
| Канада                 |                                                                | General général                                   | Lieutenant-General Lieutenant-général | Major-General major-général   | Brigadier-General brigadier-général |
| Кина                   |                                                                | Shang Jiang 上将                                  | Zhong Jiang 中将                      | Shao Jiang 少将               | Da Xiao 大校                        |
| Република Кина         | Yuan Shuai 元帅                                                | Da Jiang 大将                                     | Shang Jiang 上将                      | Zhong Jiang 中将              | Shao Jiang 少将                     |
| Финска3                | Sotamarsalkka Fältmarskalk                                     | Kenraali General                                  | Kenraaliluutnantti Generallöjtnant    | Kenraalimajuri Generalmajor   | Prikaatikenraali Brigadgeneral      |
| Француска              | Maréchal de France                                             | Général d'Armée                                   | Général de Corps d´Armée              | Général de Division           | General de Brigade                  |
| Грчка                  |                                                                | Στρατηγός (Stratigos)                             | Αντιστράτηγος (Antistratigos)         | Υποστράτηγος (Ypostratigos)   | Ταξίαρχος (Taxiarchos)              |
| Мађарска               |                                                                | Vezérezredes                                      | Altábornagy                           | Vezérőrnagy                   | Dandártábornok                      |
| Немачка                |                                                                | General                                           | Generalleutnant                       | Generalmajor                  | Brigadegeneral                      |
| Немачко царство        | Generalfeldmarschall                                           | Generaloberst                                     | General der Infanterie                | Generalleutnant               | Generalmajor                        |
| Вермахт                | Reichsmarschall des Großdeutschen Reiches Generalfeldmarschall | Generaloberst                                     | General der Infanterie                | Generalleutnant               | Generalmajor                        |
| (СС позиције)          | Reichsführer-SS                                                | Oberstgruppenführer                               | Obergruppenführer                     | Gruppenführer                 | Brigadeführer                       |
| Израел                 |                                                                |                                                   | Rav-aluf                              | Aluf                          | Tat-aluf                            |
| Италија                |                                                                | Generale                                          | Generale di Corpo d'Armata            | Generale di Divisione         | Generale di Brigata                 |
| Краљевина Италија      | Maresciallo d'Italia                                           | Generale (design.) d'Armata                       | Generale di Corpo d'Armata            | Generale di Divisione         | Generale di Brigata                 |
| Јапанско царство       | Gensui 元帥                                                    | Taishō 大将                                       | Chūjō 中将                            | Shōshō 少将                   |                                     |
| Јапан                  |                                                                | Rikujō Bakuryōchō taru Rikushō 陸上幕僚長たる陸将 | Rikushō 陸将                          | Rikushōho 陸将補              |                                     |
| Јордан4                | Musheer (Field Marshal)                                        | Fariq Awwal (General)                             | Fariq (Lieutenant General)            | Liwa'a (Major General)        | A'mid (Brigadier General)           |
| Летонија               |                                                                |                                                   | Ģenerālleitnants                      | Ģenerālmajors                 | Brigādes ģenerālis                  |
| Литванија              |                                                                |                                                   | Generolas leitenantas                 | Generolas majoras             | Brigados generolas                  |
| Малезија               | Marshal Darat                                                  | Jeneral                                           | Leftenan Jeneral                      | Mejar Jeneral                 | Brigedier Jeneral                   |
| Холандија              | Veldmaarschalk                                                 | Generaal                                          | Luitenant-generaal                    | Generaal-majoor               | Brigade-generaal                    |
| Нови Зеланд            |                                                                |                                                   | Lieutenant General                    | Major General                 | Brigadier                           |
| Јужна Кореја           | Daewŏnsu Konghwagukwŏnsu Inmingunwŏnsu                         | Chasu Daejang                                     | Sangjang                              | Jungjang                      | Sojang                              |
| Норвешка               |                                                                | General                                           | Generalløytnant                       | Generalmajor                  | Brigader                            |
| Пакистан               | Field Marshal                                                  | General                                           | Lieutenant-General                    | Major-General                 | Brigadier                           |
| Пољска                 | Marszałek Polski                                               | Generał                                           | Generał broni                         | Generał dywizji               | Generał brygady                     |
| Португалија            | Marechal                                                       | General                                           | Tenente-general                       | Major-general                 | Brigadeiro-general                  |
| Румунија               | Mareşal                                                        | General                                           | General-locotenent                    | General-maior                 | General de brigadă                  |
| Русија                 | Marshal Rossiykoy Federatsii                                   | General armii/Marshal                             | General-polkovnik                     | General-leytenant             | General-mayor                       |
| Руско царство          | General-feldmarshal                                            | General ot infanterii (kavalerii, artilerii)      | General-leytenant                     | General-mayor                 | Brigadir (od 1798)                  |
| Словачка               |                                                                | Generál                                           | Generálporučík                        | Generálmajor                  | Brigádny Generál                    |
| Словенија              |                                                                | General                                           | Generalpodpolkovnik                   | Generalmajor                  | Brigadir                            |
| Србија                 |                                                                | Генерал                                           | Генерал-потпуковник                   | Генерал-мајор                 | Бригадни генерал                    |
| Сингапур               |                                                                |                                                   | Lieutenant General                    | Major General                 | Brigadier General                   |
| Јужноафричка Република |                                                                | General                                           | Lieutenant General                    | Major General                 | Brigadier General                   |
| Јужна Кореја           | Wonsu                                                          | Daejang                                           | Jungjang                              | Sojang                        | Junjang                             |
| СССР                   | Marshal Sovietskogo Soyuza General Armii/Marshal               | General-polkovnik                                 | General-leytenant                     | General-mayor                 |                                     |
| Шпанија                | Capitan General                                                | General de Ejercito                               | Teniente General                      | General de división           | General de Brigada                  |
| Шведска                | Fältmarskalk                                                   | General                                           | Generallöjtnant                       | Generalmajor                  | Brigadgeneral5                      |
| Република Кина         | Tejishangjiang                                                 | Yiji-Shangjiang                                   | Erji-Shangjiang                       | Zhongjiang                    | Shaojiang                           |
| Тајланд                | Chom Phon                                                      | Phon Ek                                           | Phon Tho                              | Phon Tri                      | Phan Ek Phiset                      |
| Турска                 | Mareşal                                                        | Genel Kurmay Başkanı Orgeneral                    | Korgeneral                            | Tümgeneral                    | Tuğgeneral                          |
| Уједињено Краљевство   | Field Marshal                                                  | General                                           | Lieutenant-General                    | Major-General                 | Brigadier                           |
| САД                    | General of the Army                                            | General                                           | Lieutenant General                    | Major General                 | Brigadier General                   |
| Вијетнам               |                                                                | Dai Tuong                                         | Thuong Tuong                          | Trung Tuong                   | Thieu Tuong                         |

## Галерија
- Генерал
Војске Кр. Србије
(1870—1918)
- Генерал ЈНА
(1955—1974)